# 10.000 km
10.000 km is een Spaanse film uit 2014, geregisseerd door Carlos Marques-Marcet, die het scenario schreef samen met Clara Roquet.

## Verhaal
Alex en Sergi wonen in Barcelona, hebben een stabiele relatie en zijn al serieus aan het nadenken over kinderen. Alles verandert wanneer Alex een eenjarig project in Los Angeles krijgt aangeboden, waardoor ze een relatie op 10.000 km afstand moeten onderhouden.

## Rolverdeling
| Acteur          | Personage |
| --------------- | --------- |
| Natalia Tena    | Alex      |
| David Verdaguer | Sergi     |

## Ontvangst

### Recensies
Op Rotten Tomatoes geeft 85% van de 26 recensenten de film een positieve recensie, met een gemiddelde score van 7,26/10. Website Metacritic komt tot een score van 75/100, gebaseerd op 12 recensies, wat staat voor "Generally favorable reviews" (over het algemeen gunstige recensies)
De Volkskrant schreef over de hoofdrolspelers: "Knap hoe ze als duo de hele film dragen en steeds een geloofwaardig liefdespaar blijven, ook als ze 'op afstand' van elkaar spelen." NRC schreef: "10.000 km is een charmante, goed geobserveerde kleine film over iets waarmee veel leden van de kosmopolitische klasse te maken krijgen."

### Prijzen en nominaties
Een selectie:
| Jaar | Evenement                               | Categorie                        | Genomineerde          | Resultaat   |
| ---- | --------------------------------------- | -------------------------------- | --------------------- | ----------- |
| 2014 | Europese filmprijzen (27ste uitreiking) | Beste debuutfilm (Prix Fipresci) | 10.000 km             | Genomineerd |
| 2015 | Premios Goya (29ste uitreiking)         | Beste debuterend acteur          | David Verdaguer       | Genomineerd |
| 2015 | Premios Goya (29ste uitreiking)         | Beste debuterend actrice         | Natalia Tena          | Genomineerd |
| 2015 | Premios Goya (29ste uitreiking)         | Beste debuterend regisseur       | Carlos Marques-Marcet | Gewonnen    |